# Gama pallida
Gama pallida är en skalbaggsart som beskrevs av Blanchard 1850. Gama pallida ingår i släktet Gama och familjen Melolonthidae. Inga underarter finns listade i Catalogue of Life.